# Dieter Rudorf

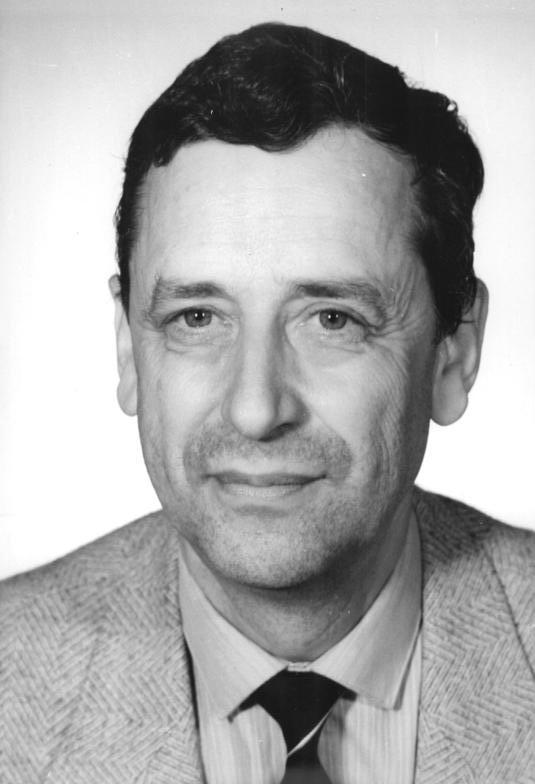
Dieter Rudorf, 1990

Dieter Rudorf (* 5. Januar 1938 in Aue; † 16. November 2024) war ein deutscher Politiker (SPD). Er war Mitglied der Volkskammer und 1. Vizepräsident des Sächsischen Landtages.

## Leben
Dieter Rudorf besuchte die Grundschule und die Oberschule in Aue, wo er auch sein Abitur ablegte. Anschließend machte er ein Vorpraktikum in sächsischen Hütten. Es folgte ein Studium der Metallhüttenkunde an der Bergakademie Freiberg mit dem Abschluss als Diplom-Ingenieur im Jahr 1962. Nachdem Rudorf 18 Monate Wehrpflicht abgeleistet hatte, arbeitete er als Wissenschaftlicher Assistent im Forschungsinstitut für Nichteisenmetalle in Freiberg in der Abteilung Information. Zwischen 1987 und 1990 war er Abteilungsleiter.
Im Jahr 1976 folgte die Promotion A zum Dr.-Ing. und 1986 die Promotion B im Fachgebiet Informatik zum Dr. sc. techn. an der TH Ilmenau. Anschließend war er Lehrbeauftragter an der TH Ilmenau. Von 1965 bis 1974 war Rudorf als Gewerkschaftsvertrauensmann tätig. Zwischen 1972 und 1989 war er Vorsitzender betrieblicher Verkehrssicherheitsaktivitäten und von 1975 bis 1990 stellvertretender Vorsitzender der KDT-Arbeitsgemeinschaft Information/Dokumentation Chemnitz.
Rudorf war verheiratet und hatte zwei Kinder.

## Politik
Dieter Rudorf war bis 1989 parteilos, im November 1989 trat er in die SPD ein. Rudorf war Mitglied im Vorstand Sachsen-Süd. Von März bis Oktober 1990 war er Abgeordneter der Volkskammer. Zwischen Juni und August 1990 war er Parlamentarischer Staatssekretär im Ministerium der Finanzen der DDR.
Im Oktober 1990 zog Rudorf über die Landesliste der SPD Sachsen in den Sächsischen Landtag ein. Er war dessen 1. Vizepräsident und Mitglied im Haushalts- und Finanzausschuss. Rudorf gehörte dem Landtag für eine Wahlperiode bis 1994 an.

## Belege
- Klaus-Jürgen Holzapfel (Hrsg.): Sächsischer Landtag: 1. Wahlperiode, 1990–1994; Volkshandbuch. NDV Neue Darmstädter Verlagsanstalt, Rheinbreitbach 1991, ISBN 3-87576-265-7. S. 57 (S. 87 für den Ausschuss). (Stand Mai 1991)